# Listă de conducători de stat din 1382
1378 - 1379 - 1380 - 1381 - 1382 - 1383 - 1384 - 1385 - 1386
Aceasta este o listă a conducătorilor de stat din anul 1382:

## Europa
- Ahaia: Iacob de Les Baux (principe, 1381-1383; anterior, împărat titular de Constantinopol, 1373-1383)
- Albania (Durres): Carol Thopia (principe din familia Thopia, 1363-1388)
- Albania (Epir): Ioan Bua Șpata (despot, 1375-1400)
- Albania (Shkoder): Balșa al II-lea (principe din familia Balșa, 1378-1385)
- Anglia: Richard al II-lea (rege din dinastia Plantagenet, 1377-1399)
- Anjou: Ludovic I (duce, 1360-1384; ulterior, rege titular al Neapolelui, 1382-1384; ulterior, împărat titular de Constantinopol, 1383-1384)
- Aragon: Petru al IV-lea Ceremoniosul (rege din dinastia de Barcelona, 1336-1387)
- Austria Interioară, Austria Anterioară și Tirol: Leopold al III-lea (duce din dinastia de Habsburg, ramura Leopoldină, 1379-1386; anterior, duce de Austria, 1365-1379)
- Austria Superioară și Austria Inferioară: Albert al III-lea (duce din dinastia de Habsburg, ramura Albertină, 1379-1395; anterior, duce de Austria, 1365-1379)
- Bavaria-Landshut: Ștefan al III-lea (duce din dinastia de Wittelsbach, 1375-1392; ulterior, duce de Bavaria-Ingolstadt, 1392-1413), Frederic (duce din dinastia de Wittelsbach, 1375-1393) și Johann al II-lea cel Pașnic (duce din dinastia de Wittelsbach, 1375-1392; ulterior, duce de Bavaria-Munchen, 1392-1397)
- Bavaria-Straubing: Albert I (duce din dinastia de Wittelsbach, 1349-1404; ulterior, conte de Hainaut, 1389-1404)
- Bizanț: Ioan al V-lea (împărat din dinastia Paleologilor, 1341-1376, 1379-1390, 1390-1391)
- Bosnia: Tvrtko I (ban din dinastia Kotromanic, 1353-1391; rege, din 1377)
- Brabant: Ioana (ducesă, 1355-1404) și Wenzel (duce, 1355-1383; totodată, duce de Luxemburg, 1353-1383)
- Brandenburg: Sigismund (principe elector din dinastia de Luxemburg, 1378-1397, 1411-1417; ulterior, rege al Ungariei, 1387-1437; ulterior, rege al Germaniei, 1410-1437; ulterior, duce de Luxemburg, 1419-1437; ulterior, rege al Cehiei, 1419-1421, 1436-1437; ulterior, împărat occidental,1433-1437)
- Bretagne: Ioan al IV-lea de Montfort (duce, 1365-1399)
- Bulgaria (Târnovo): Ivan Șișman (țar din dinastia Șișmanizilor, 1371-1393)
- Bulgaria (Vidin): Ivan Srațimir (țar din dinastia Șișmanizilor, 1371-1396)
- Burgundia: Filip al II-lea cel Îndrăzneț (duce din casa de Valois, 1363-1404) și Margareta de Male (ducesă, 1369-1404; ulterior, contesă de Flandra, 1384-1405; ulterior, ducesă de Brabant, 1404-1405)
- Castilia: Ioan I (rege din dinastia de Trastamara, 1379-1390)
- Cehia: Vaclav al IV-lea (rege din dinastia de Luxemburg, 1378-1419; anterior, principe elector de Brandenburg, 1373-1378; totodată, rege al Germaniei, 1378-1400; ulterior, duce de Luxemburg, 1383-1388, 1411-1412)
- Cipru: Petru al II-lea (rege din dinastia de Antiohia-Lusignan, 1369-1382) și Iacob I (rege din dinastia de Antiohia-Lusignan, 1382-1398)
- Constantinopol: Iacob de Les Baux (împărat titular, 1373-1383; ulterior, principe de Ahaia, 1381-1383)
- Danemarca: Oluf al III-lea (rege, 1376-1387; ulterior, rege al Norvegiei, 1380-1387)
- Ferrara: Niccolo al II-lea cel Șchiop (senior din casa d'Este, 1361-1388)
- Flandra: Ludovic al II-lea de Male (conte, 1346-1384)
- Franța: Carol al VI-lea cel Nebun (rege din dinastia de Valois, 1380-1422)
- Genova: Niccolo Guarco (doge, 1378-1383)
- Germania: Wenzel (rege din dinastia de Luxemburg, 1378-1400; anterior, principe elector de Brandenburg, 1373-1378; totodată, rege al Cehiei, 1378-1419; ulterior, duce de Luxemburg, 1383-1388, 1411-1412)
- Gruzia: Bagrat al V-lea cel Mare (rege din dinastia Bagratizilor, 1360-1393)
- Hainaut: Guillaume al III-lea (conte din casa de Bavaria, 1356-1389; totodată, conte de Olanda, 1356-1389)
- Hoarda de Aur: Ghias ad-Din Tohtamîș (han, 1380-1395)
- Imperiul otoman: Murad I Augustul (sultan din dinastia Osmană, 1360-1389)
- Lituania: Kestutis (mare duce, 1381-1382) și Jogaila (mare duce, 1377-1381, 1382-1401; ulterior, rege al Poloniei, 1386-1434)
- Lorena Superioară: Ioan I (duce din casa de Lorena-Alsacia, 1346-1399)
- Luxemburg: Wenzel I (conte, 1353-1383; duce, din 1354; ulterior, duce de Brabant, 1355-1383)
- Macedonia (Kumanovo): Constantin Dragas (despot, ?-1395) (?)
- Macedonia (Prilep): Marko Kraljevic (jupan, 1371-1395)
- Mantova: Luigi al II-lea (căpitan general din casa Gonzaga, 1369-1382) și Francesco I (conte din casa Gonzaga, 1382-1407)
- Marinizii: Abu'l-Abbas Ahmad ibn Abu Salim (emir din dinastia Marinizilor, 1374-1384)
- Milano: Bernabo (senior din familia Visconti, 1354-1385) și Gian Galeazzo (senior din familia Visconti, 1378-1402; duce, din 1395)
- Moldova: Petru I (voievod, cca. 1375-cca. 1391)
- Montferrat: Teodoro al II-lea (marchiz din dinastia Paleologilor, 1381-1418)
- Moscova: Dmitri al II-lea Ivanovici Donskoi (mare cneaz, 1359-1389; totodată, mare cneaz de Vladimir, 1359-1389)
- Nasrizii: Muhammad al V-lea al-Ghani bi-llah ibn Iusuf (emir din dinastia Nasrizilor, 1354-1359, 1362-1391)
- Navarra: Carol al II-lea cel Rău (rege din dinastia de Evreux, 1349-1387)
- Neapole: Carol al III-lea cel Mic (rege din dinastia de Anjou, ramura de Durazzo, 1381-1386; ulterior, rege al Ungariei, 1385-1386) și Ludovic I (rege titular din dinastia de Valois-Provence, 1382-1384; anterior, duce de Anjou, 1360-1384; ulterior, împărat titular de Constantinopol, 1383-1384)
- Norvegia: Olav al V-lea Haakonsson (rege, 1380-1387; totodată, rege al Danemarcei, 1376-1387)
- Olanda: Willem al V-lea (conte din casa de Bavaria, 1356-1389; totodată, conte de Hainaut, 1356-1389)
- Ordinul teutonic: Winrich von Kniprode (mare maestru, 1352-1382) și Conrad Zollern von Rothenstein (mare maestru, 1382-1390)
- Polonia: Ludovic I (rege din dinastia de Anjou, 1370-1382; totodată, rege al Ungariei, 1342-1382)
- Portugalia: Fernando (rege din dinastia de Burgundia, 1367-1383)
- Reazan: Oleg al II-lea Ivanovici (mare cneaz, 1350-1371, 1372-1402)
- Savoia: Amedeo al VI-lea Contele Verde (conte, 1343-1383)
- Saxonia: Wenzel (principe elector din dinastia Askaniană, 1370-1388)
- Saxonia: Wilhelm I (margraf din dinastia de Wettin, 1382-1407)
- Scoția: Robert al II-lea (rege din dinastia Stuart, 1371-1390)
- Serbia (Kosovo și Metohija): Vuk Brancovic (conducător, cca. 1371-1397)
- Serbia de nord: Lazăr Hrebljanovic (cneaz, 1371-1389)
- Sicilia: Maria (regină din dinastia de Barcelona, 1377-1402)
- Statul papal (Roma): Urban al VI-lea (papă, 1378-1389)
- Statul papal (Avignon): Clement al VII-lea (antipapă, 1378-1394)
- Suedia: Albert de Mecklenburg (rege, 1363-1389)
- Suzdal: Dmitri Konstantinovici cel Bătrân (mare cneaz, 1365-1383)
- Transilvania: Ladislau de Losoncz I (voievod, 1376-1391)
- Tver: Mihail al II-lea Aleksandrovici (mare cneaz, 1368-1399)
- Țara Românească: Radu I (voievod, cca. 1377-cca. 1383)
- Ungaria: Ludovic I cel Mare (rege din dinastia de Anjou, 1342-1382; ulterior, rege al Poloniei, 1370-1382) și Maria (regină din dinastia de Anjou, 1382-1385, 1386-1395)
- Veneția: Andrea Contarini (doge, 1368-1382), Michele Morosini (doge, 1382) și Antonio Venier (doge, 1382-1400)
- Vladimir: Dmitri al II-lea Ivanovici Donskoi (mare cneaz, 1359-1389; totodată, mare cneaz de Moscova, 1359-1389)

## Africa
- Benin: Egbeka (obba, cca. 1370-?)
- Buganda: Tembo (kabaka, 1374-1404)
- Califatul abbasid (Egipt): Abu Abdallah Muhammad al-Mutauakkil  ibn al-Mutadid (calif din dinastia Abbasizilor, 1362-1377, 1377-1383, 1389-1406)
- Ethiopia: Newaya Mariam (împărat, 1372-1382) și David I (împărat, 1382-1411)
- Hafsizii: Abu'l-Abbas Ahmad al II-lea al-Mustansir ibn Abu Bakr (II) (calif din dinastia Hafsizilor, 1370-1394)
- Kanem-Bornu: Umar I ibn Idris (sultan, cca. 1380-cca. 1388)
- Mali: Musa al II-lea (rege din dinastia Keyta, cca. 1374-1387)
- Mamelucii: as-Salih Salah ad-Din Hadjdji al II-lea ibn Șaban (II) (sultan din dinastia Bahrizilor, 1381-1382, 1389-1390) și az-Zahir Saif ad-Din Barkuk ibn Anas al-Usman al-Ialbughaui (sultan din dinastia Burdjizilor, 1382-1389, 1390-1399)
- Marinizii: Abu'l-Abbas Ahmad ibn Abu Salim (emir din dinastia Marinizilor, 1374-1384)
- Songhay: Musa (rege din dinastia Sonni, ?-?) (?) și Bokar Zonko (rege din dinastia Sonni, ?-?) (?)

## Asia

### Orientul Apropiat
- Ak Koyunlu: Kara Ioluk Usman ibn Kutlu ibn Tur Ali (conducător, 1378-1435)
- Ayyubizii din Hisn Kaifa și Amid: al-Malik al-Adil Fahr ad-Din Sulaiman ibn Ghazi (sultan din dinastia Ayyubizilor, 1378-?) (?)
- Bizanț: Ioan al V-lea (împărat din dinastia Paleologilor, 1341-1376, 1379-1390, 1390-1391)
- Bizanț, Imperiul de Trapezunt: Ioan Alexios al III-lea (împărat din dinastia Marilor Comneni, 1349-1390)
- Cipru: Petru al II-lea (rege din dinastia de Antiohia-Lusignan, 1369-1382) și Iacob I (rege din dinastia de Antiohia-Lusignan, 1382-1398)
- Djalairizii: Djabal ad-Din Hussain ibn Uvais I (sultan din dinastia Djalairizilor, 1374-1382) și Ghias ad-Din Ahmad ibn Uvais I (sultan din dinastia Djalairizilor, 1382-1410)
- Djalairizii (Kurdistan): Baiazid ibn Uvais I (sultan din dinastia Djalairizilor, 1382-1383)
- Imperiul otoman: Murad I Augustul (sultan din dinastia Osmană, 1360-1389)
- Kara Koyunlu: Kara Mehmed Turmuș (emir, 1380-1389)
- Mamelucii: as-Salih Salah ad-Din Hadjdji al II-lea ibn Șaban (II) (sultan din dinastia Bahrizilor, 1381-1382, 1389-1390) și az-Zahir Saif ad-Din Barkuk ibn Anas al-Usman al-Ialbughaui (sultan din dinastia Burdjizilor, 1382-1389, 1390-1399)
- Timurizii: Timur cel Șchiop (emir din dinastia Timurizilor, 1370-1405)

### Orientul Îndepărtat
- Bengal: Sikandar Șah I ibn Ilias (sultan din casa lui Ilias Șah, 1358/1359-1389/1390)
- Birmania, statul Ava: Minkyiswasawke (rege, 1368-1401)
- Birmania, statul Mon: Binnya U (rege, 1353-1385)
- Cambodgea, Imperiul Kambujadesa (Angkor): Preah Thommo Soccoroch (împărat din dinastia Neay-Trasac-Paem, 1373-1393)
- Cambodgea, statul Tjampa: Che Bong Nga (rege din cea de a douăsprezecea dinastie, 1360-1390)
- China: Zhu Yuanzhang (Taizu, Hongwu) (împărat din dinastia Ming, 1368-1398)
- Coreea, statul Koryo: Sin U wang (rege din dinastia Wang, 1375-1388)
- Hoarda de Aur: Ghias ad-Din Tohtamîș (han, 1380-1395)
- India, Bahmanizii: Muhammad al II-lea ibn Hassan (sultan, 1378-1397)
- India, statul Delhi: Firuz Șah al III-lea ibn Radjab ibn Tughluk (sultan din dinastia Tughlukizilor, 1351-1388)
- India, statul Handeș: Malik Radja Ahmad Faruki (sultan din dinastia Farukizilor, 1370-1399)
- India, statul Vijayanagar: Harihara al II-lea (conducător din dinastia Sangama, 1377-1404)
- Japonia: Chokei (împărat din dinastia din sud, 1368-1383) și Yoșimitsu (principe imperial din familia Așikaga, 1367-1395)
- Kashmir: Kutb ad-Din Hindal ibn Șams ad-Din (sultan din casa lui Șah Mir, 1373-1389)
- Laos, statul Lan Xang: Thao Un Huen (Sam Sene Thai) (rege, 1373-1416)
- Statul Madjapahit: Rajasanagara (sau Hayam Wuruk) (rege, 1350-1389)
- Mongolii: Usakhal Hagan (Tokuz-Temur) (han, 1379-1388)
- Nepal, în Bhadgaon: Ragalladevi (regină din dinastia Malla, 1347-1385)
- Nepal, în Patan: Jayarjunamalla (Jayarjunadeva) (rege din dinastia Malla, 1360-1382)
- Sri Lanka: Bhuvanekabahu al V-lea (rege din dinastia Silakala, 1375-1408)
- Sri Lanka, statul Jaffna: Jayavira Segarajasekaran al V-lea (rege, 1380-1410)
- Thailanda, statul Ayutthaya: Boromaraja I (rege, 1370-1388)
- Thailanda, statul Sukhotai: Thammaraja al II-lea (rege, 1369-1400)
- Timurizii: Timur cel Șchiop (emir din dinastia Timurizilor, 1370-1405)
- Vietnam, statul Dai Viet: Tran De Hien (Fe De) (rege din dinastia Tran timpurie, 1377-1388)

## America
- Aztecii: Ilancueitl (conducător, 1349-1383)